# Un petit air de bonheur
Pour plus de détails, voir Fiche technique et Distribution.
Un petit air de bonheur est un téléfilm franco-belge écrit et réalisé par Jacques Santamaria.
Cette fiction est une coproduction de Morgane Production, AT-Production et France Télévisions pour France 3.

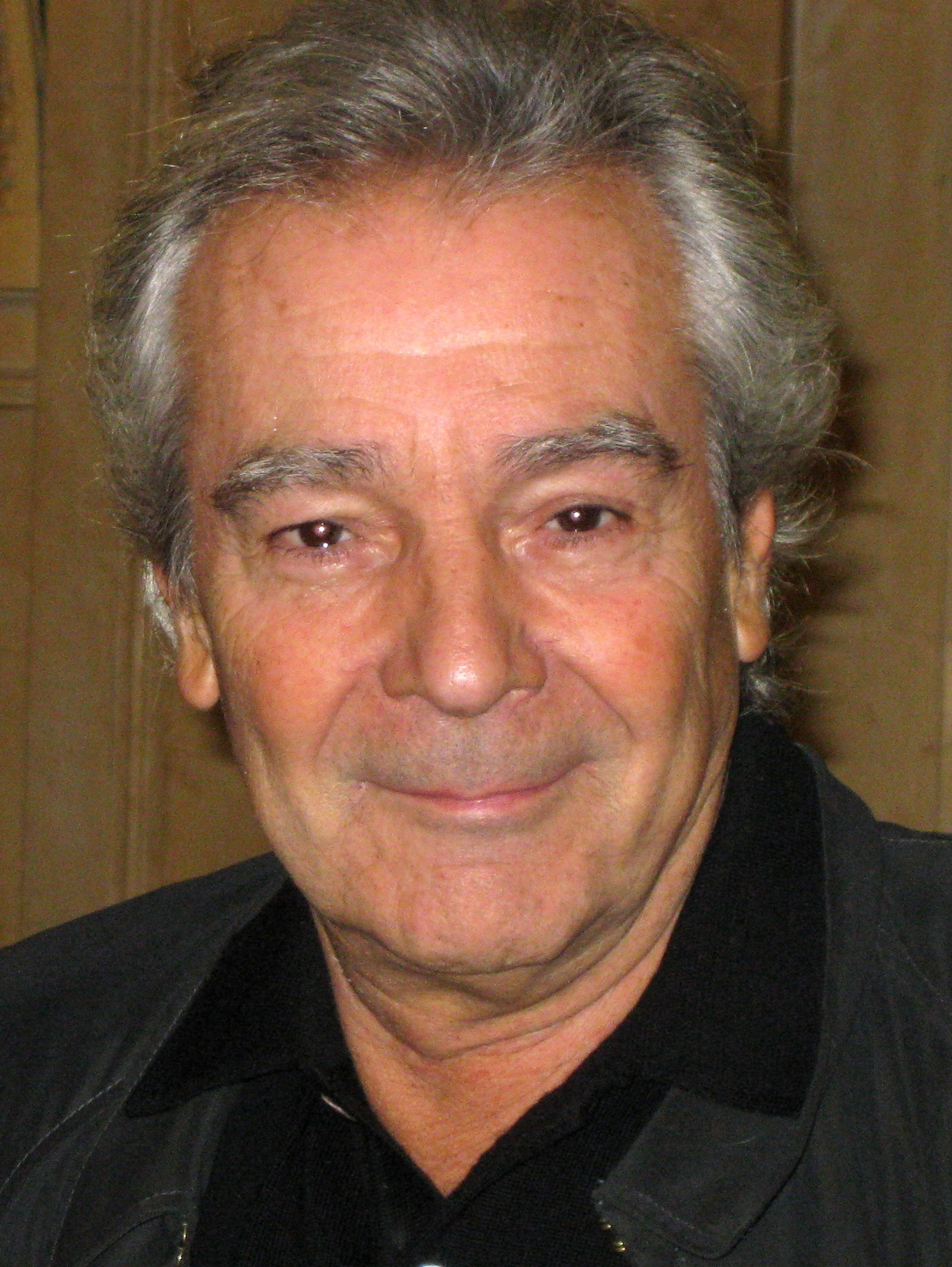
Pierre Arditi.

## Fiche technique
Sauf indication contraire, les informations mentionnées dans cette section peuvent être confirmées par les bases de données cinématographiques  présentes dans la section « Liens externes ».
- Titre français : Un petit air de bonheur
- Réalisation : Jacques Santamaria[1],[2],[3],[4],[5],[6]
- Scénario : Jacques Santamaria[2],[3],[5]
- Production : Thierry Langlois et Cécile Grenouillet[5]
- Sociétés de production : Morgane Production, AT-Production et France Télévisions[1],[3],[4],[5]
- Pays de production :  France /  Belgique
- Langue originale : français
- Format : couleur
- Genre : comédie
- Durée : 90 minutes[2],[4],[5]
- Dates de première diffusion :

## Distribution
- Pierre Arditi : Jérôme
- Laurent Gerra : Sylvestre
- Guillaume Carcaud : Paul
- Marguerite Dabrin : Claire
- Cassiopée Mayance : Eugénie
- Yuna Nicolino : Élise
- Jean-Luc Porraz : Georges
- Peggy Leray : Madeleine
- Clémence Boué : Sabine
- Lucas Busto-Topage : Grégoire
- Ethan Chanelles : Jules
- Catherine Aymerie : Camille
- Théo Mermillod : Maxime

## Production

### Genèse et développement
Cette Comédie est une coproduction de Morgane Production, AT-Production et France Télévisions pour France 3,,,,,.
Le téléfilm est écrit et réalisé par Jacques Santamaria,,,,.
La production est assurée par Thierry Langlois et Cécile Grenouillet pour Morgane Production.

### Tournage
Le tournage se déroule du 16 juin au 11 juillet 2025 à Lyon,,.
Des scènes sont tournées, entre autres, dans le quartier de La Croix-Rousse au restaurant Café de la Soie, place Bertone, transformé pour l'occasion,.